# Рабі-ас-сані
Рабі-ас-сані (араб. ربيع الثاني) — четвертий місяць мусульманського місячного календаря. У місяці 29 днів
| за гіджрою                  | перший день     | останній день   |
| --------------------------- | --------------- | --------------- |
| 1431                        | 17 березня 2010 | 14 квітня 2010  |
| 1432                        | 6 березня 2011  | 4 квітня 2011   |
| 1433                        | 23 лютого 2012  | 23 березня 2012 |
| 1434                        | 11 лютого 2013  | 12 березня 2013 |
| 1435                        | 1 лютого 2014   | 1 березня 2014  |
| 1436                        | 21 січня 2015   | 19 лютого 2015  |
| 1437                        | 11 січня 2016   | 9 лютого 2016   |
| Рабі-ас-сані з 2010 до 2016 |                 |                 |